# Cyanotrama rimosa
Cyanotrama rimosa — вид грибів, що належить до монотипового роду  Cyanotrama.

## Поширення
Знайдений на мертвих деревах Juniperus monosperma в Нью-Мексико, США.